# Eileen Ivers
Eileen Ivers (New York, 1965) is een Iers-Amerikaanse violiste (fiddler) van Wereldmuziek en Keltischemuziek.
Eileen Ivers is geboren in het New Yorkse stadsdeel The Bronx als dochter van Ierse immigranten. Ze begon met vioolspelen toen ze negen jaar oud was en bracht haar zomers door in Ierland. Haar docent was de Ierse fiddler Martin Mulvihill. Ze is afgestudeerd in wiskunde aan Iona College in New York.

## Trivia
Eileen is een van de oprichters van folkband Cherish the Ladies en heeft met de band verschillende albums opgenomen.
In 1995 verving ze de oorspronkelijke fiddler in de beroemde Ierse dansshow Riverdance.
Haar bijzondere blauwgekleurde Barcus-Berry elektrische viool was een handelsmerk van haar en inspireerde haar tot de titel voor haar eerste solo-album Wild Blue. Later verving ze deze viool voor een eveneens blauwgekleurde, unieke ZETA Strados akoestisch-elektrische viool die speciaal voor haar vervaardigd is door ZETA Music Systems heeft een geheel eigen geluid. ZETA Music Systems wil nu dan ook een lijn van blauwgekleurde "Eileen Ivers Signature Series" elektrische violen in productie brengen.
Ivers heeft muziek opgenomen met de Ierse componist Micheál Ó Súilleabháin voor de televisieserie River of Sound en zijn album Becoming (1998).
Daarnaast heeft ze een zogenoemde air opgenomen voor de soundtrack van de film Gangs of New York, getiteld: "Lament for Stalker Wallace". Ze nam ook deel aan de soundtrack van de film Some Mother's Son.
Ivers was inaugureel lid van Independent Music Awards' jury ter ondersteuning van independent artists.

## Discografie

### Solo
- Eileen Ivers - Traditional Irish Music (1994)
- Wild Blue (1996)
- So Far (1979 - 1995) (1995)
- Crossing the Bridge (1999)
- Gangs of New York "Lament for Stalker Wallace" (2002)
- Eileen Ivers and Immigrant Soul (2003)
- An Nollaig: An Irish Christmas (2007)

### Als sessie- of gastmuzikant
- Seed (2003) van Afro Celt Sound System
- "The Fiddling Ladies" vanThe Chieftains op het album Tears of Stone (1999)
- "Becoming" van Micheál Ó Súilleabháin (1998)
- "Celtic Solstice" van Paul Winter
- "New York Town" van Black 47 op het album New York Town (2004)
- Voice of Hope van Tommy Fleming
- Absolutely Irish, opname van een sessie door verschillende Ierse muzikanten (2008)

### Als bijdragend muzikant
- "The Violin" geschreven door David Yazbek, vocalist Brian Dewan op het compilatiealbum Where in the World Is Carmen Sandiego? van Rockapella (1992)